# Official Version
| Críticas profissionais | Críticas profissionais |
| Avaliações da crítica  | Avaliações da crítica  |
| Fonte                  | Avaliação              |
| ---------------------- | ---------------------- |
| Allmusic               | [ 1 ]                  |

Official Version é o terceiro álbum de estúdio da banda de industrial e EBM belga, Front 242, lançado em 1987. Produzido sob o selo Red Rhino Europe. 

## Faixas
| N.º | Título                    | Duração |  |
| 1.  | "W.Y.H.I.W.Y.G."          | 7:22    |  |
| 2.  | "Rerun Time"              | 5:20    |  |
| 3.  | "Television Station"      | 2:37    |  |
| 4.  | "Agressiva Due"           | 2:54    |  |
| 5.  | "Master Hit (Part 1 & 2)" | 7:00    |  |
| 6.  | "Slaughter"               | 3:25    |  |
| 7.  | "Quite Unusual"           | 3:44    |  |
| 8.  | "Red Team"                | 3:44    |  |
| 9.  | "Agnst"                   | 1:50    |  |